# Manuel Kerhe
Manuel Kerhe (ur. 3 czerwca 1987 w Sankt Veit an der Glan) – austriacki piłkarz występujący na pozycji obrońcy, od 2017 jest zawodnikiem klubu SV Ried.
W austriackiej Bundeslidze rozegrał 101 spotkań i zdobył 12 bramek.